# Conotalis nigroradians
Conotalis nigroradians là một loài bướm đêm trong họ Crambidae.